# Govind Park
Govind Park è uno stadio di Ba, Figi. È attualmente utilizzato soprattutto per le partite di calcio ed ospita le partite a casa di Ba FC.
Lo stadio può contenere 13 500 persone.